# Los Angeles County
Los Angeles County je okres v jihozápadní části amerického státu Kalifornie. Má téměř 10 milionů obyvatel. Je nejlidnatějším okresem v USA. Sídlem okresu je město Los Angeles. V LA County se nachází 88 měst (např. Los Angeles, Long Beach, Inglewood, Torrance, Santa Monica, Compton, atd.) a velké množství tzv. nevčleněných oblastí (např. East Los Angeles). Los Angeles se také někdy hovorově zkracuje na L.A.

## Demografie
Podle sčítání lidu z roku 2010 zde žilo 9 818 605 obyvatel.

### Rasové složení
- 50,3% Bílí Američané
- 8,7% Afroameričané
- 0,7% Američtí indiáni
- 13,7% Asijští Američané
- 0,3% Pacifičtí ostrované
- 21,8% Jiná rasa
- 4,5% Dvě nebo více ras

Obyvatelé hispánského nebo latinskoamerického původu, bez ohledu na rasu, tvořili 47,7% populace.

## Doprava

### Veřejná doprava
Dopravu v celém okresu obstarává společnost Los Angeles County Metropolitian Authority (LACMTA) ve formě autobusů, dvou linek metra a tří linek rychlodrážních tramvají (tzv. Light Rail). Centrum celé sítě leží v downtownu města Los Angeles.

### Silniční doprava
V okrese je rozsáhlá síť dálnic, s postupem času je však doprava na nich pomalejší. Je to zejména kvůli velkému nárůstu populace v celém regionu.